# География на Мианмар
Мианмар (до 18 юни 1989 г. Бирма) е държава в Югоизточна Азия, заемаща западните части на полуостров Индокитай, северните части на полуостров Малака и съседните на тях територии на континента. Площ 676 577 km². Население на 1 януари 2017 г. 53 600 000 души. Столица град Найпидо.

## Географско положение, граници, големина
Мианмар е държава в северозападната част на Югоизточна Азия, заемаща западните части на полуостров Индокитай, северните части на полуостров Малака и съседните на тях територии на континента. На запад и югозапад се мие от водите на заливите Бенгалски и Моутама и Андаманско море. Дължина на бреговата линия 1385 km. Тя е предимно планинска страна с мусонен климат, субтропични и тропични ландшафти. На запад Мианмар граничи с Бангладеш (дължина на границата 244 km), на северозапад – с Индия (1539 km), на североизток – с Китай (2347 km), на изток – с Лаос (235 km) и на югоизток – с Тайланд (2115 km). Обща дължина на границите (само сухоземни) 6480 km. Преобладаващата част от границите ѝ преминават през планински райони, а на запад и изток части от границите ѝ с Индия, Лаос и Тайланд са речни. Дължина от север на юг над 2000 km, ширина от запад на изток до 900 km. В тези си граници заема площ от 676 577 km².
Крайни точки:
- на север – щата Качин, граница с Китай, 28°32’52” с.ш.
- на юг – щата Танинтайн, остров Ко Торинла в Андаманско море 9°21’55” с.ш.
- на запад – щата Ракхайн, граница с Бангладеш, ляв бряг на река Наф 92°10’22” и.д.
- на изток – щата Шан (щат), граници с Китай, десен бряг на река Меконг 101°10’10” и.д.

## Природа

### Релеф
В западната част на страната са разположени планините Аракан Йома (Ракхайн) с височини от 1500 до 3000 m (максимална връх Виктория, 3053 m) с алпийски форми по върховете. Тяхно северно продължение са блоково-нагънатите планини по границата с Индия – Чин Хилс (2564 m), Лейта (2704 m), Паткай (Пакайн, 3361 m), Кумун (3411 m) и др. В най-северните части на територията на Мианмар навлиза югоизточната периферия на Тибетската планинска земя (връх Кхакаборази 5881 m). Източните райони на страната са заети от Шанската планинска земя (2563 m) с широко развити карстови форми на релефа. Най-на юг се простират ниските и средно високи хребети на планината Танинтайи (Тенасерим, 2073 m), спускащи се със стръмни склонове към бреговете на Андаманско море. Между планините Аракан Йома на запад и Шанската планинска земя на изток се простира хълмистата Иравадийска равнина, характеризираща се с активни ерозионни процеси в централните части и акумулативни – в южните части. В нея се издигат ниски и силно разчленени меридионално разположени хребети – Пегу (821 m) и др.

### Геоложки строеж, полезни изкопаеми
В геоструктурно отношение на територията на Мианмар от запад на изток се простират: алпийския антиклинорий Аракан Йома; палеоген-плейстоценското междупланинско огъване (т.н. Централна депресия) и с различна възраст, предимно мезозойска; структурите на Шанската планинска земя и планината Тенасерим. Ядрата на осовите хребети на планината Аракан Йома са образувани от кредни варовици, пясъчници и глинести шисти (с мощност до 4000 m), а крилата – от палеогенски глини и пясъчници (мощност до 6000 m) с интрузии от габро и серпентинити по източните склонове. Иравадийската равнина представлява депресия, изградена от дебели континентални, речни, езерни и морски наслаги (мощност до 11 хил. m), в които през еоцена и плейстоцена са се изградили антиклинали, образуващи редица възвишения (Пегу и др.). Шанската планинска земя е изградена от архайски, протерозойски и камбрийски ортогнайси с прослойки от кристалинни варовици, шисти и кварцити и девонски, карбонски и пермски варовици. Структурите на планината Тенасерим образуват полегати гомеми гънки с гранинтни ядра.
Най-важните полезни изкопаеми на Мианмар са разпространени в Шанско-Тенасеримския регион: калай, волфрам, сребро, оловно-цинкови, кобалтови и железни руди, скъпоценни камъни. В Централната депресия (Иравадийската равнина) се разработват находища на нефт и природен газ.

### Климат
Климатът на Мианмар е субекваториален, горещ, променливо влажен. Средната температура на най-горещия месец април е от 30°С до 32°С, средна януарска на юг от 20°С до 25°С, на север от 13°С до 15°С. Югозападният мусон духащ от май до октомври пренася около 90 – 95% от годишната сума на валежите. Максималните им количества падат по наветрените склонове на планините (6000 – 6500 mm) и в приморските райони. Във вътрешните равнинни райони сумата на валежите намалява до 500 mm и тяхното количество се мени през годините. Обособяват се три климатични сезона: влажен и горещ (юни – октомври), прохладен и сух (ноември – февруари), горещ и сух (март – май).

### Води
В планинските райони на страната речната мрежа е гъста, състояща се от къси, но пълноводни реки. Във вътрешните райони преобладават маловодните реки с ясно изразен спад на оттока през сухите сезони. Най-големите реки в Мианмар са: Меконг 4500* km (235 km, по границата с Лаос), Салуин 2400* km (средното и долното течение), Иравади 2300 km (плавателна на 1440 km от устието) с притока си Чиндуин 1100 km, Ситуан 420 km, Тенасерим 300 km. Около 80% от годишният им отток се пада по време на мусонните дъждове, като разликата между максималния и минималния отток е над 100 пъти, а колебанията на речното ниво е от 10 до 15 m. Ежегодно някои от реките причиняват големи наводнения. Хидроенергийния потенциал на страната е около 30 млн. квт. Езерата са малко, като най-големите са Индоджи на север и Инле в Шанската планинска земя.

### Почви, растителност, животински свят
В планинските райони преобладават горските, силно излужени и бедни на хранителни вещества, жълто-кафявите, червено-кафявите и червеноземните почви. Централните райони със сух климат имат пъстра почвена покривка с господство на силно ерозиралите червено-кафяви почви в саваните, канелените в сухите гори, примитивно-чакълестите и тъмните глинести почви с петна от солонци и солончаци.
Около 2/3 от територията на страната е покрита с гори. В приморските райони и в планините на север, на височина до 900 m са развити тропични вечнозелени гори, съставени от семейства маренови, миртови, бобови, палмови, млечни, диптеро-карпови и многочислени видове бамбук. На височина 900 – 1200 m са разпространени планински вечнозелени гори със субтропични видове (кестени, магнолии, кипариси); от 1200 до 2300 m – борови гори; от 2300 до 3000 m – смесени и дребнолистни гори; от 3000 до 3500 m – различни видове иглолистни гори; от 3500 до 4000 m – рододендронови келяви гори; над 4000 m – алпийски пасища. На подветрените склонове и предпланинските райони на централните части виреят листопадни гори с тиково и желязно дърво и други ценни видове. В районите с годишна сума на валежите под 900 mm са развити сухи храстови гори и редки гори съставени от далбергия и акация. Заблатените делтови райони са заети от мангрови гори. Естествената растителна покривка е силно изменена от човешката дейност и много от горите, както и саваните в шанската планинска земя се явяват вторични.
Във фауната на Мианмар преобладават горските животни с наземен, дървесен и полудървесен начин на живот: тупаи, прилепи, полумаймуни (лори и др.), вивери, пор, мъглова пантера, червен таралеж, бодливо свинче, кожокрил, малайски тапир. На по-откритите пространства – диви говеда, носорози, тигри, леопарди, слонове. Богато е представен птичият свят, влечугите и амфибиите.

### Природни райони
В зависимост от релефа, климата, водите, почвите и растителността територията на Мианмар се поделя на 6 природни района.
- Запад – с планински вечнозелени и листопадни гори;
- Север – високопланински район с прохладен и влажен климат и господство на бореалните горски видове;
- Шанска планинска земя – с топъл, умерено влажен климат, борови гори и планинска савана;
- тенасерим (Танинтайи) – средно планински район с горещ и влажен климат и влажни тропични гори;
- Вътрешни равнини – сухи хълмисти равнини с бодливи храсти и полупустинни формации;
- Делтата на Иравади – плоска заблатена низина, почти напълно земеделски усвоена.[2]